# Programme spatial bulgare

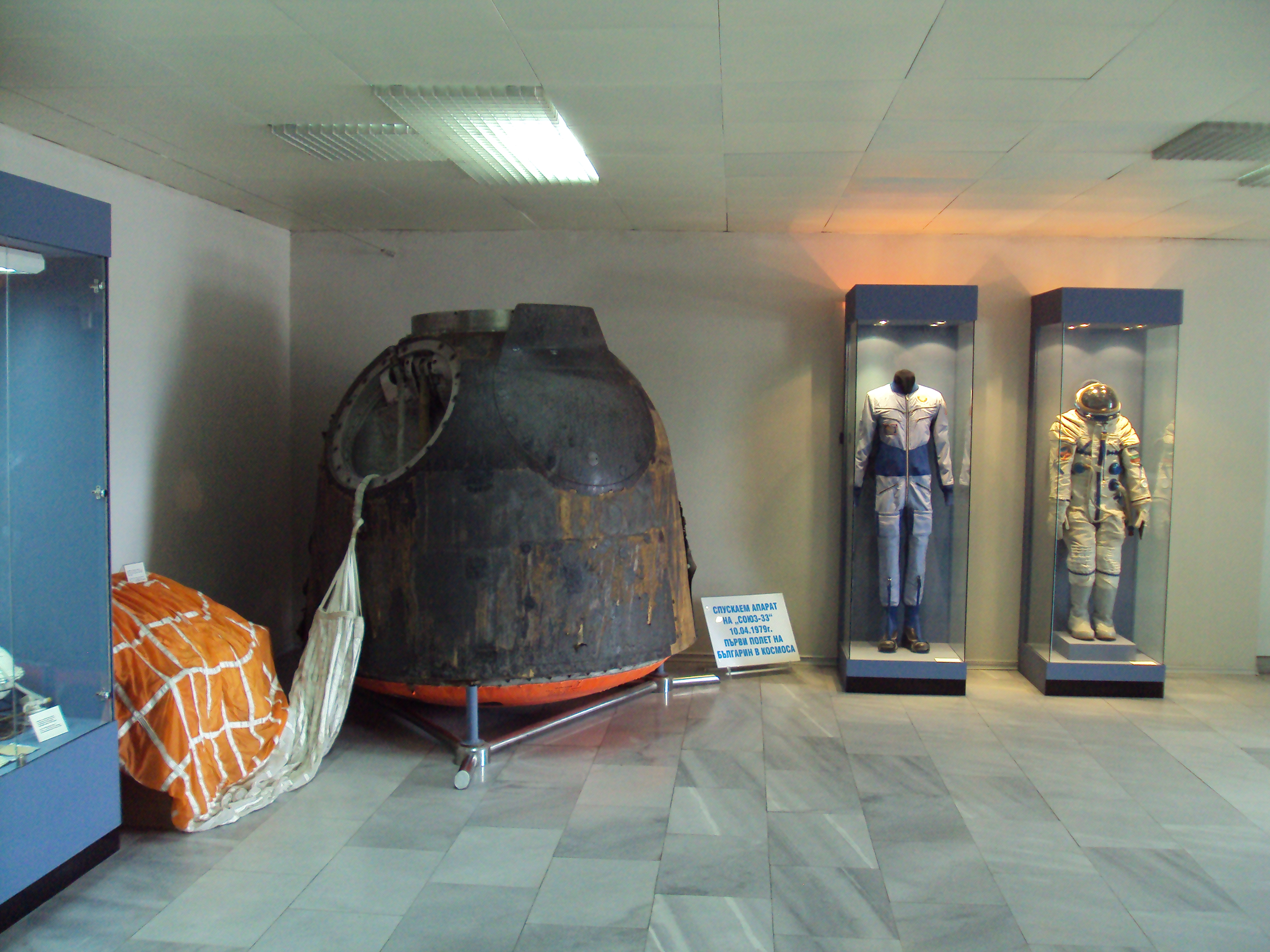
Capsule et scaphandres spatioaux bulgares exposés au musée de l'aviation à Plovdiv.

Le programme spatial bulgare a débuté en 1972. La Bulgarie est le sixième pays au monde à envoyer son propre astronaute, devant des pays comme le Japon, la Grande-Bretagne et la France. Cela s'est produit le 10 avril 1979, à la veille de la Journée de l'astronautique — le 12 avril — grâce aux excellentes relations bulgaro-russes. Cet honneur et cette réalisation sont devenus possibles immédiatement après le 100e anniversaire de la libération de la Bulgarie et avant la célébration des 1300 ans de la naissance de l'État bulgare.
La Bulgarie est le troisième pays, après l'URSS et les États-Unis, à préparer des plats spéciaux pour ses astronautes. La Bulgarie est également le seul pays à envoyer deux astronautes (Georgi Ivanov et Aleksandr Aleksandrov) dans le cadre du programme Intercosmos, devenant ainsi le premier des petits pays dans la course à l'espace au XXe siècle et avant la fin de la guerre froide.